# 春川ナミオ
春川 ナミオ（はるかわ ナミオ、1947年（昭和22年）5月 -2020年（令和2年）4月24日 ）は、日本のイラストレーター。主に、豊満な女性に虐げられる男性（あるいは男性を虐げる豊満な女性）をモチーフにした作品を発表していた。
大阪府出身。自営業のかたわら半世紀にわたって、SM雑誌等に独特のサディスティックな豊満美女を描き続けてきた。作品のテーマは主に、非常に多くの顔面騎乗図、秘部舐め奉仕強要図、肉便器奴隷使用図などである。

## 概説
メディアへの初出は、戦後の三大カストリ雑誌の一つとして数えられる「奇譚クラブ」の読者投稿欄であった。昭和30年代から男性マゾヒズムをテーマにした独特の絵柄でマニアの支持を集め、この分野の第一人者としての地位を確立した。近年欧米のウェブサイトで春川の絵を掲載しているアダルトサイトも増え、彼の名前を知らなくても絵は見たことがあるという人はいる。こうしたアダルトサイトでは沖渉二、椋陽児、前田寿按、小妻容子などSM雑誌から直接取り込んだらしいラインナップ（おそらく無断使用の著作権侵害と思われる）が並んでいるが、春川の描くグラマラスな女性が海外のマニアに好まれるのか、専門サイトも存在している。
ペンネームの「春川ナミオ」は女優「春川ますみ」と谷崎潤一郎の『痴人の愛』主人公「ナオミ」のアナグラムとされている。春川ますみは元ストリッパーのグラマー女優であり、このペンネームからも春川のフェティシズムが窺える。一貫して豊満な女性に虐げられる男性を描いているが、その男性は喜んでその苦痛を享受しており、男性のマゾヒズムを徹底的に描く作家として知られている。SM雑誌に作品を発表しながら、北川プロのSMビデオなど多くのアダルトビデオのパッケージイラストも手がけている。また漫画作品やアニメーションの監督もつとめている。

## 作風
春川の描く女性は豊満で、ルノアールの描く裸婦像を思わせるボリュームがある。また、尻と乳房を非常に大きく描くために日本人離れしたプロポーションとなり、そのためか海外での評価が高い。顔面騎乗を好み、呼吸ができないほど女性の尻に深く埋没した男性の顔、というモチーフは数え切れないほど描かれている。また圧迫系プレイとされる踏み付けや人間馬、人間便器というディープなシチュエーションも多い。なお、全て鉛筆で描かれている。
イラストレーターのみうらじゅんは、思春期に見た春川の画が深く心に残っており、小説『Slave of love』を連載するにあたって春川に挿絵を依頼した。それにちなみ没年にみうらじゅん賞を贈った。

## 賞歴
- 2020年 - みうらじゅん賞。

## 主な作品

### 雑誌
- 春川ナミオ『重量落下物』奇譚クラブ1962年（昭和37年）4月号, グラビア
- 春川ナミオ『姐御と三人のドレイ』奇譚クラブ1962年（昭和37年）5月号, グラビア
- 春川ナミオ『駑馬に跨がる』奇譚クラブ1962年（昭和37年）5月号, グラビア
- 春川ナミオ『宮野政子様に送る私の画』奇譚クラブ1966年（昭和41年）4月号, p18
- 春川ナオミ『蜘蛛の入れ墨をした女』奇譚クラブ1966年（昭和41年）6月号, p17
- 春川ナオミ『女王様君臨す』奇譚クラブ1966年（昭和41年）10月号, p20
- 春川ナミオ『暴力？』奇譚クラブ1968年（昭和43年）1月号, p21
- 春川ナミオ『ブランコ』奇譚クラブ1968年（昭和43年）11月号, p240
- 春川ナミオ『給料日』奇譚クラブ1969年（昭和44年）9月号, p237
- 浅羽やすし『嗚咽』奇譚クラブ1971年（昭和46年）2月号, p182 の挿絵。
- 春川ナミオ『乗馬ゴッコ』奇譚クラブ1971年（昭和46年）7月号, p186
- 春川ナミオ『甘い痛撃』奇譚クラブ1971年（昭和46年）9月号, p119
- 芳野眉美『女の意地』奇譚クラブ1971年（昭和46年）9月号, p156 の挿絵。
- 春川ナミオ『スベリ台付属品』奇譚クラブ1971年（昭和46年）9月号, p195
- 中田裕史『御神水拝受』奇譚クラブ1971年（昭和46年）10月号, p30 の挿絵。
- 『花奴隷　愛蔵版クイーン通信』オール官能1984年（昭和59年）8月号増刊。「春川ナミオの世界」掲載。

### 画集
- 春川ナミオ『マゾ画集 豊臀の下に喘ぐ悦楽境』[注 1](天星社, 1966)
- 団鬼六『異形の遊戯』(ワニマガジン, 1996.7.10)(発行人：平田昌兵、アートディレクション：武田和久、写真：山崎シンジ、緊縛師：明智伝鬼、長池士、絵：春日章、小妻要、春川ナミオ、モデル：小川実那子他)
- 春川ナミオ『巨乳渇愛』(大洋図書, 2000)
- 春川ナミオ『巨乳渇愛 VOL.2―巨女の魅惑に酔い痴れて』(マイウェイ出版, 2002)
- 春川ナミオ『聖女の臀堂』(有限会社タコシェ, 2006)
- 『秘禁縄淫画廊』(マイウェイ出版, 2008)

### DVD
- DVD『顔面騎乗に花束を！』(北川プロ, 2010) 監督：homer